# Thierry Légier
Pour les articles homonymes, voir Légier.
Thierry Légier, né le 15 juillet 1965 à Saint-Valery-en-Caux, est un garde du corps et homme politique français.
Il est notamment le garde du corps de Jean-Marie Le Pen (1992-2010), puis de Marine Le Pen (depuis 2010).

## Biographie
Descendant de Charles Massif, « écuyer de petite noblesse », un Normand qui assurait la protection d'Anne d'Autriche, Thierry Légier naît en 1965[réf. souhaitée].
À 16 ans, il milite à l'Action française et vend son hebdomadaire, Aspects de la France, devant la gare de Rouen. Il a servi dans le 3e régiment de parachutistes d'infanterie de marine à Carcassonne, en Nouvelle-Calédonie, en République centrafricaine et au Tchad au début de l'opération Épervier, avant d'être embauché comme garde du corps.

### Après l'armée
Il fait ses débuts, par l'entremise de Paul Barril[réf. souhaitée], dans la protection des membres de la famille royale d'Arabie saoudite  et du Qatar, puis il assura la protection d'industriels, de patrons du CAC 40, de stars du cinéma comme Sean Penn, Mel Brooks et Charles Bronson.

### Au Front national
Il rejoint Jean-Marie Le Pen en août 1992,, et remplace Freddy Moreau à son service.
Plus tard, il révélera la rencontre du leader du Front national avec des représentants de la communauté juive au restaurant Fouquet's (après son dérapage révisionniste, l'affaire du « détail »),
Saddam Hussein, Valéry Giscard d'Estaing, Jean-Edern Hallier, Éric Tabarly, Radovan Karadžić avant sa capture, Vladimir Krioutchkov du KGB, Tarek Aziz, le « numéro deux » du Parti Baas en Irak, ou Amine Gemayel au Liban. Il pratique le tir, avenue Foch, dans un club créé par l'ancien garde du corps de Charles de Gaulle, Raymond Sasia. En 1999, « le préfet des Hauts-de-Seine, refuse sa demande de renouvellement d'autorisation de port d'arme en raison de son attitude [...] En juin 2001, le tribunal administratif de Paris cassait cette décision. »

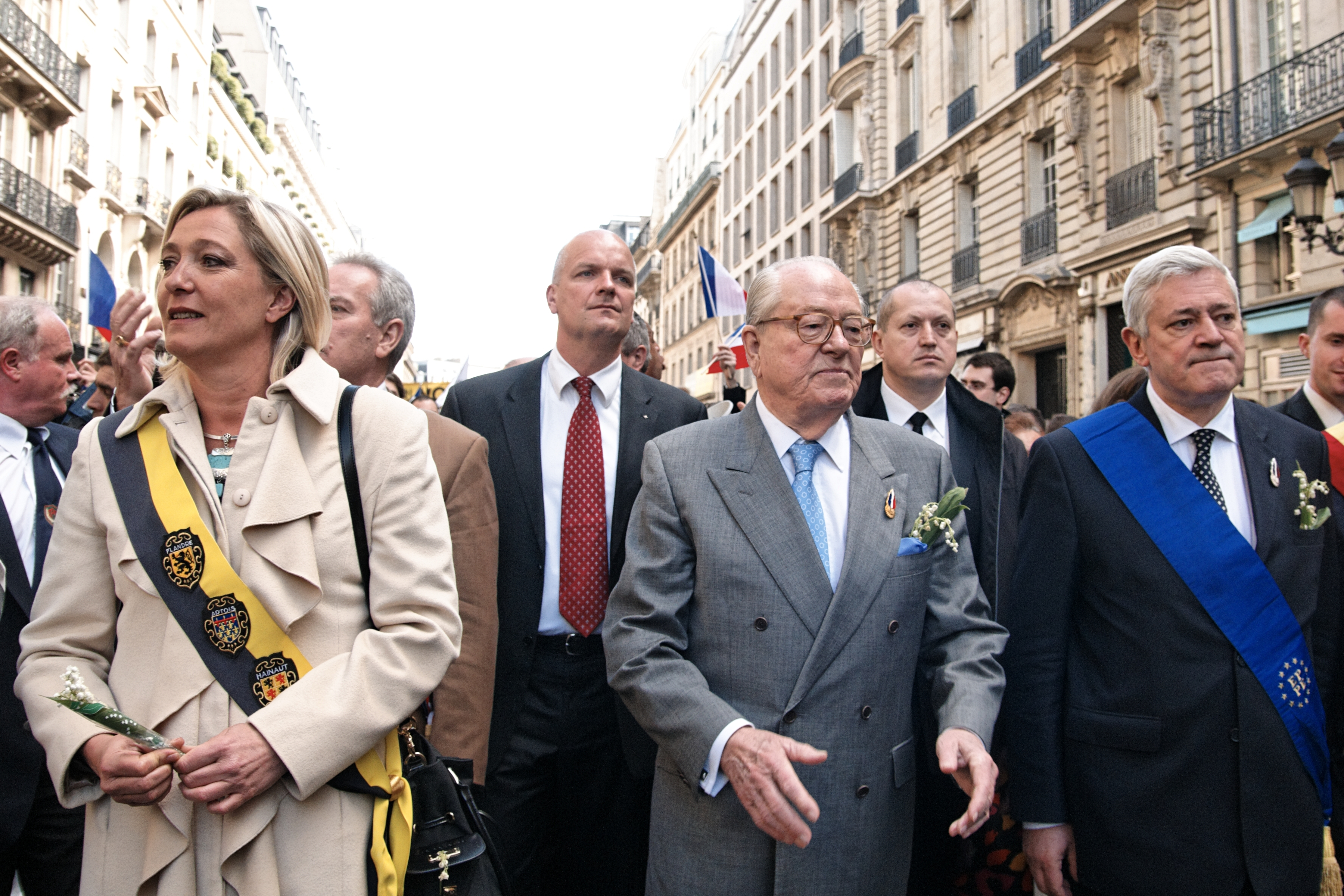
Thierry Légier (cravate rouge), derrière Marine et Jean-Marie Le Pen, en 2010.

En janvier 2010, il passe au service de Marine Le Pen,.
Il siège de mars 2010 à 2015 au conseil régional de Haute-Normandie. Lors des élections cantonales de 2011, il est candidat malheureux dans le canton de Saint-Valery-en-Caux.
En 2012, il fait paraître Mission Le Pen, son autobiographie écrite avec Raphaël Stainville,,.
Lors des élections municipales de 2014, il est candidat à Rouen, non élu.
En 2017, il est impliqué dans l'affaire des assistants parlementaires du Front national au Parlement européen, il est mis en examen le 18 avril 2018 pour « recel d'abus de confiance » et est condamné le 31 mars 2025 à douze mois avec sursis et deux ans d'inéligibilité ; il a été fait droit à sa demande de non-inscription de condamnation sur le casier.
Le 11 mars 2018, il est élu au Conseil national du Front national.
Depuis que Jordan Bardella est à la tête du Rassemblement national après septembre 2021, il passe également à son service.

## Ouvrage
- Avec Raphaël Stainville, Mission Le Pen, Paris, Le Toucan, coll. « Enquête et Histoire », 2012, 194 + 8 (ISBN 978-2-8100-0453-9).